# Spaandermotten
Spaandermotten (Blastobasidae) is een familie van vlinders.

## Geslachten
(Indicatie van aantallen soorten per geslacht tussen haakjes)
- Asaphocrita  (2)
- Auximobasis  (29)
- Blastobasis  (155)
- Blastobasoides  (1)
- Calosima  (1)
- Coniogenes  (1)
- Critoxena  (1)
- Docostoma  (1)
- Eubolepia  (3)
- Euresia  (1)
- Exapateter  (1)
- Exinotis  (1)
- Holcocera  (83)
- Holcocerina  (4)
- Hypatopa  (4)
- Iconisma  (2)
- Lateantenna  (1)
- Megaceraea  (3)
- Metallocrates  (1)
- Neoblastobasis  (7)
- Oroclintrus  (1)
- Pigritia  (27)
- Prosintis  (1)
- Pseudopigritia  (4)
- Syncola  (1)
- Tecmerium  (5)
- Xenopathia  (2)
- Zenodochium  (4)

## In Nederland waargenomen soorten
- Genus: Blastobasis
  - Blastobasis adustella - (Donkere spaandermot)
  - Blastobasis decolorella
  - Blastobasis glandulella - (Eikelspaandermot)
  - Blastobasis lacticolella - (Witte spaandermot)
  - Blastobasis phycidella - (Grauwe spaandermot)
- Genus: Hypatopa
  - Hypatopa binotella - (Vijfvlekspaandermot)
  - Hypatopa inunctella - (Platte spaandermot)